# Langenwang (Fischen im Allgäu)
Langenwang (mundartlich: Langəwang, Longəwong) ist ein Gemeindeteil der Gemeinde Fischen im Allgäu im bayerisch-schwäbischen Landkreis Oberallgäu.

## Geographie
Das Dorf liegt circa 2,5 Kilometer südlich des Hauptorts Fischen am Fuße des Schönhaldenkopfs. Durch die Ortschaft verlaufen die Bundesstraße 19 und die Bahnstrecke Immenstadt–Oberstdorf mit dem Bahnhof Langenwang (Schwab). Östlich von Langenwang fließt die Iller.

## Ortsname
Der Ortsname stammt vom mittelhochdeutschen Wort wanc für Wiesenabhang, Halde und bedeutet somit (Siedlung) am langen Wiesenabhang.

## Geschichte

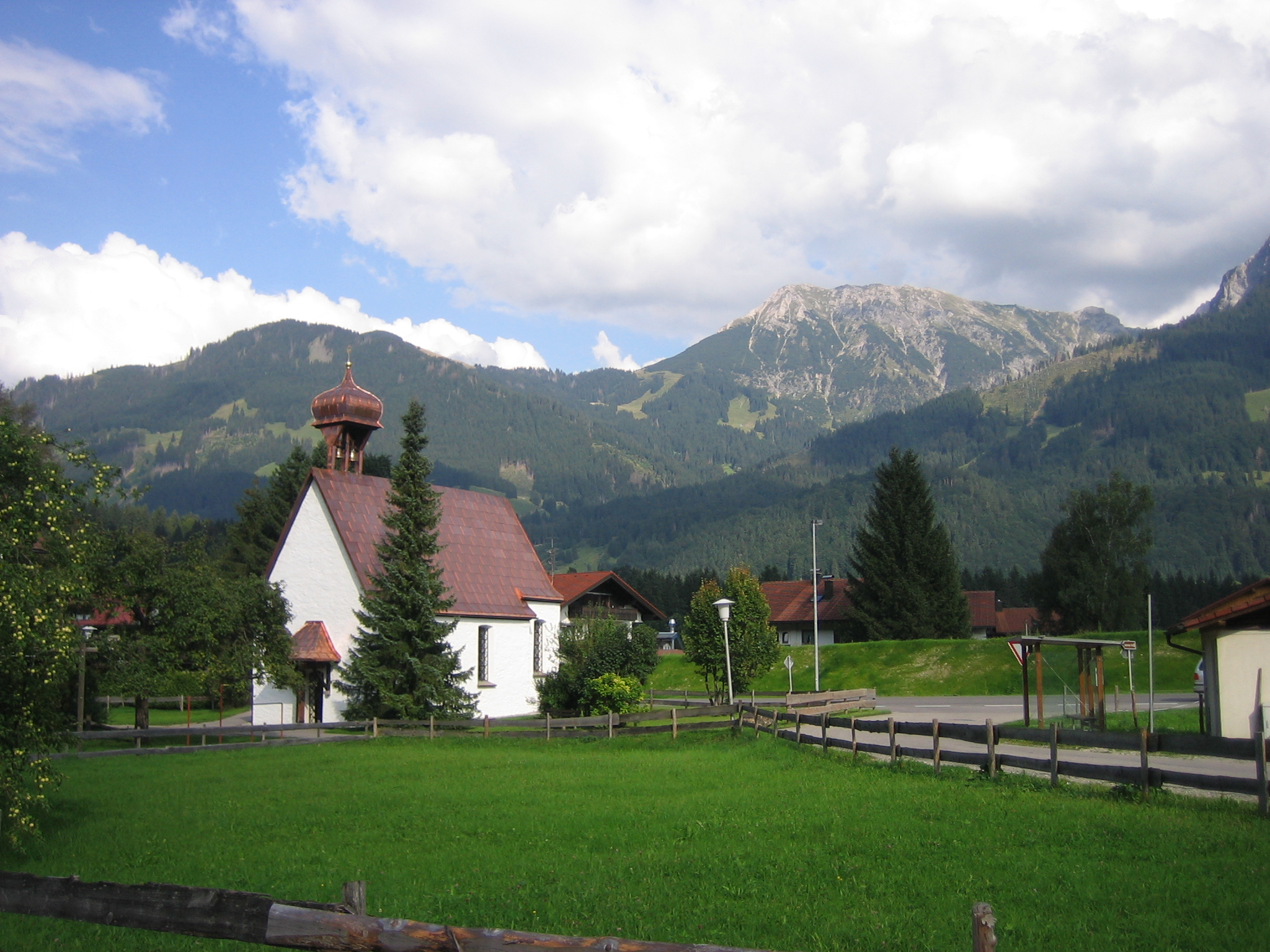
Kapelle in Langenwang

Langenwang wurde erstmals urkundlich um das Jahr 1180 erwähnt als St. Ulrich in Augsburg jährlich 160 Käselaibe aus Languanch bezieht. Im Jahr 1721 wurde die Antionius-Kapelle erbaut.

## Baudenkmäler
Siehe: Liste der Baudenkmäler in Langenwang

## Persönlichkeiten
- Eugen Ludwig Hoess (1866–1955), Kunstmaler und Graphiker, lebte in Langenwang